# Where the West Begins
Pour plus de détails, voir Fiche technique et Distribution.
Where the West Begins est un western muet américain réalisé par Henry King, sorti en 1919.

## Synopsis
Luther Caldwell, un millionnaire de New-York, demande à Cliff Redfern, le contremaître de son ranch du Montana, de prendre avec lui son fils Ned, 24 ans, dans l'Ouest pour le guérir de son ennui. La fille de Caldwell, Prudence, qui pense que Redfern est un ours mal léché, aide Ned à l'éviter mais Redfern entre dans un restaurant à la mode, prend au lasso Ned, et l'emmène au train, et Prudence et son père les suivent. Pendant que Redfern lit un ouvrage sur l'étiquette pour améliorer ses manières, Ned, excité par les histoires que raconte Redfern, émerge de sa mélancolie. Pour aider Ned, Redfern câble au ranch pour demander à McCann de mettre en place un faux vol de bétail au moment de leur arrivée, mais McCann en profite pour réellement voler le troupeau et en accuser Redfern. Comme Prudence s'en prend à Redfern, il la met sur son cheval et part à la poursuite des voleurs. Après la capture et la confession de McCann, Redfern attrape au lasso Prudence alors qu'elle est sur la plateforme su train en partance pour New-York, et ils se marient.

## Fiche technique
- Titre original : Where the West Begins
- Réalisation : Henry King
- Scénario : Stephen Fox
- Production : William Russell
- Société de production : William Russell Productions, American Film Company
- Société de distribution : Pathé Exchange
- Pays de production :  États-Unis
- Langue : anglais
- Format : Noir et blanc - 35 mm - 1,37:1 - Muet
- Genre : Western, comédie
- Durée : 50 minutes (5 bobines)
- Date de sortie :
  - États-Unis : 2 mars 1919

## Distribution
- William Russell : Cliff Redfern
- Eileen Percy : Prudence Caldwell
- Cullen Landis : Ned Caldwell
- Frederick Vroom : Luther Caldwell
- Carl Stockdale : McCann
- Al Ferguson : Blackthorn Kennedy